# Skrivnostna zaroka
Skrivnostna zaroka je drama Silvina Sardenka, ki jo je napisal leta 1913. Godi se v Torinu pomladi 1888.

## Osebe
- Helena, bogata vdova
- Evrozija, Lucija, njeni hčeri
- Anica, Evrozijina prijateljica
- Klara, nečakinja Helenina
- Marta, Viktorjeva mati, premožna meščanka
- Dekleta

## Vsebina

### 1. dejanje
Klara veselo zaupa družicam, da je nevesta, postala bo Viktorjeva žena. Toda Marta hoče za sina Evrozijo; ker je sama slabega zdravja, želi videti sina čim prej poročenega, zato prepričuje Heleno, naj bo zaroka že kar naslednji dan. Helena ji obljubi, čeprav ima nekaj pomislekov; skrbi jo Klarina zaverovanost v Viktorja in Evrozijina pobožnost, saj dekle kar naprej kleči pred Marijinim znamenjem. Vendar naj bo, zaroka bo jutri.  
Lucija sliši njun domenek in pove novico Klari in sestri. Klara je vsa iz sebe, Evrozijo pa navdaja drugačno hrepenenje: skrivaj piše bratu Jožefu, misijonarju v Solunu, Anici pa zaupa, da je res nevesta: njen ženin bo Sin Brezmadežne in nihče drugi!

### 2. dejanje
Pri Heleni čakajo snubce. Evrozija je obupana, Helena pa skuša uveljaviti svojo odločitev in pošlje Lucijo po zaročni prstan. Vtem pride Klara, sovražno očita teti in sestrični, da sta uničili njeno srečo. Helena trpi, a ker se čuti vezana z obljubo, ki jo je dala Marti, z vso silo pritisne na hčerko, ta pa boleče omahuje med zvestobo svoji ljubezni in pokorščino do matere, saj oboje hoče Bog. Končno se zaupa križu in objokana sprejme snubce. 

### 3. dejanje
Viktorjeva snubitev se je končala brez zaroke, Evrozija je pogumno izsilila odlog: odločila se bo jutri, ko bo končala devetdnevnico, zaročni prstan in rože pa daruje Mariji. Ko Klara od Lucije zve to novico, je na vso moč vesela; še bolj srečna pa je Evrozija, dobila je pismo od brata, na Balkan pojde, postala bo nuna-misijonarka. Helena se ob tej novici obupana razjoče, tudi Marta je vsa iz sebe: Viktor grozi, da bo šel od hiše, da o sramoti zavrnitve niti ne govori … na vse načine skuša Evrozijo omajati, vendar zaman. Tedaj priteče Lucija povedat, da se je Viktor pravkar odpeljal v Genovo na ladjo. Marto obide smrtna slabost, odpeljejo jo v hišo, Evrozija pa pod novim bremenom v stiski zakliče h Gospodu: Ne zapusti me!

### 4. dejanje
Evrozija se odpravlja na pot, brat jo je brzojavil, da jo čaka v Solunu. Družina in prijateljice so žalostne, vendar so se vsi vdali v neizbežno: Viktor se je vrnil k umirajoči materi, ta se je od Evrozije lepo poslovila, tudi Klara se spravi s sestrično, saj njena ljubezen do Viktorja ni prenesla preizkušnje … Treba je na pot. Helena v solzah blagoslovi hčerko: boj je končan, zmagala je šibka Evrozija – naj tudi naš rod pomaga, da na Balkanu v nekdanji slavi zavlada sveti križ!